# Ле-Праде
Ле-Праде́ (фр. Le Pradet) — коммуна на юго-востоке Франции в регионе Прованс — Альпы — Лазурный берег, департамент Вар, округ Тулон, кантон Ла-Гард.
Площадь коммуны — 9,97 км², население — 10 603 человека (2006) с тенденцией к стабилизации: 11 336 человек (2012), плотность населения — 1137,0 чел/км².

## Население
Население коммуны в 2011 году составляло — 11 401 человек, а в 2012 году — 11 336 человек.
| 1962 | 1968 | 1975 | 1982 | 1990 | 1999   | 2006   | 2011   | 2012   |
| ---- | ---- | ---- | ---- | ---- | ------ | ------ | ------ | ------ |
| 3121 | 5658 | 6938 | 7900 | 9704 | 10 975 | 10 603 | 11 401 | 11 336 |

Динамика населения:

## Экономика
В 2010 году из 7065 человек трудоспособного возраста (от 15 до 64 лет) 4830 были экономически активными, 2235 — неактивными (показатель активности 68,4 %, в 1999 году — 65,6 %). Из 4830 активных трудоспособных жителей работали 4302 человека (2226 мужчин и 2076 женщин), 528 числились безработными (252 мужчины и 276 женщин). Среди 2235 трудоспособных неактивных граждан 787 были учениками либо студентами, 831 — пенсионерами, а ещё 617 — были неактивны в силу других причин.
На протяжении 2010 года в коммуне числилось 4941 облагаемое налогом домохозяйство, в котором проживало 11 095,0 человек. При этом медиана доходов составила 21 890 евро на одного налогоплательщика.